# Cachito de jamón
El "cachito de jamón" o simplemente "cachito" es un panecillo típico de la gastronomía de Venezuela.
Forma parte del desayuno de los venezolanos. El pan suele ser acompañado de café con leche, bebida de malta (llamada simplemente malta), naranjada (llamada jugo de naranja) o cualquier otro néctar de frutas (generalmente de pera, durazno, maracuyá/parchita o manzana).

## Origen
Existen diversas teorías acerca del origen del panecillo. 
Una de estas teorías afirma que el mismo es obra de inmigrantes lusitanos que regentan panaderías en este país (tomando en cuenta que el trigo en realidad no es autóctono de Venezuela por ser de clima templado). Otra teoría afirma que el origen del cachito se ubica en la población mirandina de Petare y se atribuye su creación a un panadero apodado "Cachito". Igualmente, existe una tercera teoría que arguye que se le dio ese nombre a juzgar por el hecho de su forma (originalmente tenía forma de medialuna, pero con el tiempo se fue tornando rectilíneo).  
Por lo tanto, su origen no está totalmente comprobado.

## Descripción
Se trata de una masa muy suave, elaborada con harina de trigo, huevos, materia grasa, azúcar, leche, agua, levadura y sal (muy similar a la del pan de jamón navideño); dentro de la cual se coloca jamón york cortado en trozos pequeños. Luego, es enrollado y horneado hasta dorar.
Se diferencia del cruasán en el hecho de que aquel es elaborado con masa de hojaldre, además de que se rellena ya una vez horneado a modo de bocadillo.

## Variaciones
No sólo son elaborados exclusivamente con jamón york, algunas variedades también pueden incluir queso (puede ser mozzarella, queso crema o gouda). Por lo cual se conocen como minilunch. Incluso, se han visto algunos elaborados a base de pechuga de pavo tipo York (llamada "jamón de pavo").
Existe una versión de cachito relleno con queso y dulce de lechosa.